# Michajłowka (rejon chajbulliński)
Michajłowka (ros. Михайловка) – wieś (sieło) w Rosji, w Baszkortostanie, w rejonie chajbullińskim. W 2010 liczyła 148 mieszkańców.